# جوني ماكي
جوني ماكي (بالإنجليزية: Johnny McKee)‏ هو لاعب كرة قاعدة أمريكي، ولد في 6 ديسمبر 1914، وتوفي في 12 مايو 2013.